# 1948년 나우루 폭동
1948년 나우루 폭동은 인광석 광산에 고용된 중국인 노동자들이 섬을 떠나기를 거부하면서 발생한 폭동이다. 당시 나우루는 오스트레일리아의 신탁통치령이었으며, 뉴질랜드와 영국이 공동 신탁통치국이었다.

## 배경
중국인 노동자들은 1907년 태평양 인산염 회사에 의해 처음 나우루로 유입되었는데, 당시 나우루는 독일 제국의 보호령이었다. 중국인들은 나우루인들보다 더 나은 노동자로 간주되었고, 3년간의 노동 계약을 체결했으며, 나우루인을 비롯한 태평양 원주민들과는 달리 고용 기간 동안 섬에 거주했기 때문에 인광석 광산의 선호되는 노동력이 되었다. 나우루인과 중국인 공동체는 거의 접촉이 없었고, 회사와 독일 제국 행정부는 그들의 분리를 장려했다. 중국인 노동자들은 한때 전염병을 퍼뜨리기도 했었는데, 이 질병으로 나우루의 인구는 1905년 1,550명에서 1910년 1,250명으로 감소했다. 1914년까지 나우루에는 1,000명의 외국인 노동자가 있었는데, 절반은 중국인이었고 나머지 절반은 캐롤라인 제도인이었다.
제1차 세계 대전 중, 나우루는 오스트레일리아군에 의해 점령되었고 이후 위임통치령이 되었다. 인광석 채굴권은 오스트레일리아, 뉴질랜드, 영국의 합작 투자 회사인 영국 인산염위원회(BPC)가 인수했다. BPC는 캐롤라인 제도가 일본의 지배를 받게 되며 캐롤라인 제도 주민들의 모집을 중단하고, 오스트레일리아의 다른 위임통치령인 뉴기니 준주에서 온 노동자들로 그들을 대체하려고 시도했다. 그러나 이 시도는 실패했고, 1924년까지 중국인들은 나우루에 유일하게 남은 외국인 노동자들이었다.
중국인 노동자들은 영국령 홍콩 행정부가 임명한 중국인 연락관이 번역한 BPC와의 계약서에 직접 서명했다. 계약서에는 무료 여행, 숙박, 음식, 의류 및 의료 서비스가 포함되었다. 노동자들은 가족을 데려올 수 없었으며, 임금의 대부분은 중국으로 송금되었다. 그들은 나우루의 영주권자가 될 수 없었다. 반면 BPC에서 일자리를 구한 소수의 나우루인들은 중국인들보다 더 높은 최저임금을 받았다.
대부분의 중국인 노동자들은 1942년 일본의 나우루 점령 이전에 대피했지만, 남아있던 180명은 나우루인에 비해 가혹한 대우와 적은 배급을 받았다. 1944년 이후 많은 중국인들이 아사했다. 1945년 9월 제2차 세계 대전이 끝나고 나우루는 다시 오스트레일리아의 위임통치령이 되었다. BPC는 즉시 광산 채굴을 재개하려고 했고, 이에 1948년 6월까지 중국인 인구는 1,400명에 달했다.

## 전개
1948년 6월 7일, 수백 명의 중국인 노동자들이 중국으로 돌아갈 배에 탑승하기를 거부했다. 그들은 중국인 통역사들이 공동 기금 중 자신들의 몫을 지급하지 않을 것이라고 주장했다. 한 노동자가 통역사를 위협하고 행정부의 전령을 폭행하자 경찰이 출동하여 그를 체포하려 했다. 다른 노동자들은 자신들의 거주지 내부에 바리케이드를 치고 창, 곤봉, 도끼로 무장했다.
나우루의 행정관인 마크 리지웨이는 비상사태를 선포하고 44명의 나우루인 경찰과 16명의 유럽인 자원봉사자로 구성된 무장 진압대를 중국인 거주지로 파견했다. 이어진 싸움에서 노동자 두 명이 총에 맞아 사망하고 16명이 부상을 입었다.
경찰은 노동자 49명을 체포하여 나우루의 감옥으로 이송했다. 감옥에서 나우루인 경찰관이 두 명이 중국인 노동자 두 명이 탈옥을 하려 했다고 주장하며 총검으로 찔러 죽였다.

## 여파
1948년 8월호 《태평양 제도 월간지》는 오스트레일리아 정부가 폭동에 대해 은폐하는 태도를 보였다고 비난했다. 《태평양 제도 월간지》는 비상사태가 7월 18일에 해제되었다고 언급했다.